# YTV
YTV este un canal de specialitate discreționar în limba engleză canadian deținut de YTV Canada, Inc., o filială a Corus Entertainment. Canalul și programele sale sunt destinate copiilor și tinerilor adolescenți; constând atât din seriale de televiziune originale live-action, cât și din animație, filme și emisiuni terțe de pe diverse piețe internaționale, în principal de la rețele pentru copii din SUA precum Nickelodeon, Disney Channel și Cartoon Network. Numele său a fost considerat inițial a fi o abreviere pentru „Youth Television” (în română „Televiziune pentru tineret”), deși site-ul web al canalului a negat acest lucru.
Canalul a fost lansat la 1 septembrie 1988 de proprietarii Rogers Media și CUC Broadcasting de la lansare. În 1995, Shaw Communications a achiziționat acțiunile lui CUC de 34% și în 1998 a achiziționat interesele rămase ale lui Rogers în canal, înainte ca divizia media a Shaw să fie desprinsă să formeze Corus Entertainment în 1999.
YTV operează două transmisiuni decalate, care rulează în ambele programe de fus orar de Est și Pacific, și este disponibil în 11 0 milioane de locuințe în Canada din 2013.

## Istorie
Canalul a fost licențiat de Comisia canadiană de televiziune și telecomunicații (CRTC) în anul 1987. Lansat la 1 septembrie 1988, la 19:00. EST cu o previzualizare specială de John Candy, YTV a fost succesorul a două servicii de programare speciale anterioare operate de diverse companii de cablu din Ontario începând de la sfârșitul anilor '70. Cei mai mari doi acționari ai YTV au fost două companii de cablu, Rogers Cable și CUC Broadcasting, care a fost achiziționată ulterior de Shaw Communications. Până în 1995, prin diverse achiziții și tranzacții, Shaw a asigurat controlul deplin asupra YTV; a fost distribuit ca parte a Corus Entertainment în 1999. Canalul continuă să fie deținut de YTV Canada (folosit pentru YTV și rețeaua soră Treehouse TV), acum fiind deținut integral de Corus Entertainment sub divizia Corus Kids.
În 1998, YTV a început să folosească un factor „brut-out” în stilul Nickelodeon în branding-ul său, cu mult mai puțin slime și a început să folosească sloganul „Keep It Weird”. De-a lungul anilor, YTV a folosit o serie de logo-uri diferite în aer, prezentând același aranjament de litere albe pe diverse creaturi bizare și imaginative. Logo-ul folosit la creditele de producție prezintă acest aranjament pe un ecran roșu al unui televizor violet stilizat.
Două aplicații de canale specializate Corus pentru extensii YTV, YTV POW !, un gen de acțiune internațională, gen de aventuri și super-erou, și YTV OneWorld, care vizează copiii de la 6 la 17 ani cu călătorii, umor, jocuri și STEM au fost aprobate pe 18 septembrie., 2008. Licența YTV Oneworld a fost utilizată pentru lansarea Nickelodeon Canada.
În toamna anului 2005, o nouă post-6: 00 p.m. stilul de publicitate a fost dezvoltat pentru publicul mai vechi, care a folosit un logo mult mai simplu și un ambalaj mai elegant, cu tactici reduse. În primăvara lui 2006, logo-ul simplu a apărut pentru prima dată pe promos-urile YTV și chiar a apărut pe credite ale programării originale mai noi. În 2007, acest aspect a fost adoptat pentru întregul canal. În septembrie 2009, logo-ul a fost modificat ușor: a prezentat culori noi, iar fundalul a fost simplificat. Variațiile la barele de protecție au fost reduse. În schimb, există imagini digitale de dimensiuni mari, opace, care să spună telespectatorilor care sunt programele care urmează și promoțiile programelor. În septembrie 2012, logo-ul a fost schimbat estetic.
În 2013, după ce Corus Entertainment și-a finalizat achiziția rețelelor Teletoon Canada Inc., YTV a început să difuzeze reluări ale programării selecte Teletoon, inclusiv serii originale și achiziționate. La rândul lor, unele programe difuzate pe YTV (cum ar fi Pokémon, franciza Yu-Gi-Oh!, Oh No! It's an Alien Invasion, și Power Rangers) au fost mutate în Teletoon.
Pe 6 octombrie 2014, canalul a suferit o reîmprospătare a brandului, cu o nouă grafică și denivelări create de Eloisa Iturbe Studio. În plus, canalul și-a actualizat logo-ul făcându-l cu fața în sus spre stânga, în loc să se afle direct către public.

## Programare
Programul YTV include în primul rând atât copii, cât și programări orientate către adolescenți, publicul țintă variind de la copii la adulți tineri. La capătul superior al acestui interval se găsesc repetări ale unor drame precum Smallville. Acesta a difuzat un număr semnificativ de sit-uri britanice în noaptea târzie, cum ar fi My Family, dar acestea au fost abandonate. A fost primul canal care a difuzat prima serie complet animată de calculator ReBoot și a difuzat premiera nord-americană a lui Sailor Moon. În timp ce unele dintre spectacolele sale vizează un public mai tânăr, altele sunt destinate adolescenților mai în vârstă, unele dintre spectacole tratând conținut matur și teme pentru adulți.
În timp ce produce sau comisionează o parte importantă din programarea sa, YTV achiziționează și emite majoritatea serialelor originale difuzate de serviciile similare americane Cartoon Network și Nickelodeon, care nu au fost disponibile în Canada până când Corus a lansat versiuni interne ale canalelor pe 2 noiembrie., 2009 pentru Nickelodeon și 4 iulie 2012 pentru Cartoon Network.

### Programarea blocurilor

#### Blocuri de programare curente
- The Zone - Aerisirea săptămânii după-amiază de la 16:00. până la 18:00 EST, The Zone oferă atât seriale TV animate, cât și acțiuni live; este găzduit de Jason Agnew și Tyra Sweet.
- The Zone Weekend - o versiune de weekend a dimineții a The Zone găzduită de Jason Agnew; difuzarea aerului între orele 7:00 și 12:00. EST.
- Big Fun Movies - Un bloc de filme care difuzează filmele de luni până joi, de la 19:00, vineri, de la 20:00, și în weekend, la ambele 12:00. și 18:00 EST. Este găzduit de Duhin Nanda duminică.

#### Blocuri de programare sezonieră
- Mucho Marcho - Acest bloc emite filme în fiecare martie.
- Fang-Tastic - Acest bloc difuzează speciale și filme de Halloween în fiecare octombrie.
- Merry Everything - Acest bloc vă oferă speciale și filme de vacanță pe tot parcursul lunii decembrie. Aceasta a fost cunoscută anterior ca „Big Fun Holidays” din 2009 până în 2011 și „Merry 6mas” din 2012 până în 2016.

#### Fostele blocuri de programare
- The Treehouse - Acest bloc a fost un bloc de programare zilnic adresat preșcolarilor; a fost găzduit de PJ Todd, PJ Krista și Jennifer Racicot (PJ Katie) și a prezentat marionete cunoscute sub numele de The Fuzzpaws. Acest bloc a difuzat spectacole precum Wishbone, Banane în pijamale, Once Upon on Hamster, The Big Comfy Couch, The Adventures of Dudley Dragon, Fraggle Rock și PJ Katie's Farm. Acest segment inițial nu avea un nume specific și a funcționat de la 10:00 a.m. EST până la trecerea la The Afterschool Zone. Gazdele originale au fost Jenn Beech și Shandra. Gord Woolvett a acționat ca un PJ înlocuitor atât pentru acest bloc, cât și pentru zona Afterschool. De atunci, blocul „The Treehouse” a fost distribuit în propriul canal de specialitate, Treehouse TV, care a fost licențiat în 1996 de Comisia canadiană de televiziune și telecomunicații (CRTC) și lansat la 1 noiembrie 1997.
- The Alley - Acesta a fost blocul de programare inițial de dimineață din weekend, care a fost găzduit de PJ-urile existente din segmentele din zilele săptămânii, împreună cu Grogs.
- YTV News - Această serie a fost un program de știri de 30 de minute, destinat copiilor; a difuzat duminică, luni și marți și a fost anunțată ca fiind singura știre de televiziune națională, orientată spre tineret. „YTV News” a fost găzduită de Janis Mackey, Marret Green, Exan, Honey Khan, Cory Atkins, Mark McAllister și Wilf Dinnick, care au tratat multe povești de la alegerile canadiene la problemele mondiale. Telespectatorii „YTV News” au fost încurajați să-și creeze propriile lor edituri de știri despre ei înșiși și să le trimită să fie difuzate. „YTV News” a împărtășit facilități cu CTV News și a fost redistribuit pe CTV în diminețile de weekend, deși cu titlul „Wuz Up”.
- The Breakfast Zone - Aceasta a fost difuzată într-un interval orar dimineață. Acesta a fost co-creat și produs de Kim Saltarski care a interpretat și personajul Bobby Braceman. Găzduit inițial de Jenn Beech și Paul McGuire, cu Aashna Patel înlocuind curând Beech, blocul a fost destinat ca o versiune matinală a The Zone, dar a funcționat mai mult ca un singur program de lungă durată decât un bloc propriu. Programele au început în perioade mult mai arbitrare, în timp ce oblicul dintre gazdele de acțiune live a devenit mai mult un accent central decât simplu material de umplere. Ulterior, blocul a fost rebranduit ca „B-Zone”, găzduit de Taylor, iar apoi reînviat sub același nume, găzduit în schimb de PJ Katie (Jennifer Racicot) și Zeke, o creatură curioasă din spațiul exterior (interpretată de păpușarul Todd Doldersun).
- The Vault - Acest bloc sâmbătă noaptea a fost lansat în 1997 cu impulsul YTV către un demografic mai vechi. „The Vault” s-a orientat către adolescenți cu estetica sa vizuală, care a jucat puternic pe metal, utilaje, imagini de șoc și electronice. Programarea pe bloc a inclus ReBoot, Transformers: Beast Wars, Deepwater Black și Buffy the Vampire Slayer.
- YTV Shift - Acest bloc primetime a difuzat programe cum ar fi ReBoot, Are You Afraid of the Dark?, Transformers: Beast Wars și Goosebumps. „YTV Shift” a fost găzduit de Aashna Patel și Paul McGuire.
- Brainwash - Un bloc de programare de weekend care a difuzat sâmbătă și duminică dimineața. Acesta a fost găzduit de Carrie Funkwash (muzician și păpușar Ali Eisner) și Ed Brainbin (Shaun Majumder) dintr-un set colorat, cu țevi și ecrane video. Majumder a părăsit emisiunea în 1997 și a fost înlocuit de Peter Oldering. Conceptul a fost creat și produs inițial de Kim J. Saltarski și Atul N. Rao, ulterior produs de Karen Young. „Spălarea creierului” a avut multe sloganuri, cum ar fi „Pune-ți un spin pe realitatea ta”, „Durerea de cap este o sursă excelentă de fier” și „spălarea la alegere a YTV”. Tema a fost o joacă pe nume folosind bule, mașini de spălat și imagini ale creierului. A prezentat programe precum Bump in the Night, Astro Boy, Sailor Moon și The Pink Panther.
- Spine-Chilling Saturday Nights - Un bloc de sâmbătă seara care se învârte în jurul emisiunilor mai întunecate ale YTV, acest bloc din 1998 a servit drept prototip către The Dark Corner. Programarea a constat în Goosebumps, Are You Afraid of the Dark?, și Buffy the Vampire Slayer.
- Whiplash Wednesdays - Difuzat miercuri după The Zone; acest bloc s-a concentrat pe emisiuni TV de supereroi și acțiuni. Branding-ul său s-a concentrat pe personaje ciudate de războinic obținând o lovitură titulară de la lovituri, cotlet și pumni.
- Snit Station - Aceasta a înlocuit „Brainwash” în slotul de dimineață din weekend și a fost găzduită de Stephanie Broschart și de mascota robotizată de la YTV, Snit. Programarea „Snit Station” a inclus Animaniacs, The Jetsons, The Flintstones, Garfield and Friends și Huckleberry Hound. Când Snit a părăsit ulterior „Snit Station”, acest bloc a devenit cunoscut sub numele de blocul „Vortex”. "Snit Station" a fost produs de Christine McGlade.
- Limbo - Acesta a fost primul bloc al YTV pentru adolescenți și a prezentat programe precum Daria, Stressed Eric, Home Movies, Lucy Sullivan Is Getting Married și Downtown. „Limbo” a fost lansat inițial de la 20:00. până la 12:00 a.m. EST, dar în cele din urmă a fost împins înapoi la 1:00 am la 5:00 a.m. EST înainte de a fi anulat.
- The Dark Corner - Un bloc de programare care a fost difuzat în serile de sâmbătă, acest bloc a prezentat emisiuni TV precum Goosebumps, Are You Afraid of the Dark?, Freaky Stories și Buffy the Vampire Slayer.
- YTV Jr.''- Această programare în timpul săptămânii blochează programe preșcolare fără pre-comercial, cum ar fi Rupert și Nanalan. Acest bloc de programare a devenit mai târziu învechit ca Treehouse TV, canalul dedicat copiilor YTV și rețeaua surorilor, care a devenit larg disponibilă; ulterior a fost înlocuit cu un bloc numit „YTV Playtime”.
- YTV PlayTime - Acestea sunt difuzate în timpul săptămânii între orele 9.00 și 12.00. EST și s-a adresat preșcolarilor; acesta era format din diverse seriale TV animate. Spre deosebire de celelalte blocuri ale lui YTV, YTV Playtime a fost transmis fără comerț, cu excepția anunțurilor pentru emisiile proprii.
- Vortex - Acesta a fost difuzat pe YTV din 2001 până pe 24 iunie 2006. A fost găzduit de Stephanie Broschart, care a plecat în 2003 și a fost înlocuită de Paula Lemyre. Spre deosebire de predecesorii săi, „Vortex” era exclusiv sâmbătă dimineața; blocul s-a bazat în principal în desene animate tematice cu acțiune. S-a încheiat pe 24 iunie 2006, la plecarea lui Lemyre de la YTV.
- Bionix - Acest bloc a fost programarea de acțiuni a YTV și difuzarea blocurilor de anime din 10 septembrie 2004 până la 7 februarie 2010. Blocul a difuzat vineri seara până pe 19 iulie 2008, când a fost mutat de vineri în noul său interval de timp sâmbătă, de la 20:00. până la 10:00 p.m. EST. În septembrie 2009 a trecut la nopțile de duminică, unde a difuzat între orele 12:00 și 2:00 a.m. EST până când a fost întreruptă pe 27 februarie 2010.
- 3 Hairy Thumbs Up - Acesta a fost fostul bloc de film al lui YTV, difuzat în după-amiezile de weekend. A fost ultimul bloc de programare YTV care a folosit sloganul „Keep it Weird”.
- ZAPX Movies - Acesta a fost un bloc de film care s-a difuzat după „3 Hairy Thumbs Up” (mai târziu „Moovibot”) duminică (fosta sâmbătă) și a fost găzduit de Simon Mohos. Blocul a fost întrerupt în 2011, când YTV a lansat un nou bloc de filme de weekend numit „Big Fun Movies”.
- Big Fun Fridays - Un bloc primetime care a difuzat noaptea de vineri la 18:00. EST, cu un film la 19:00. EST. În 2009, a fost extinsă în „Big Fun Weeknights”.
- Moovibot - Aceasta a înlocuit blocul „3 Hairy Thumbs Up” în 2008 și a prezentat un robot animat CGI drept „gazdă”. Acesta a fost întrerupt în 2009, când „ZAPX” a fost extins pentru a include trei filme difuzate înapoi în spate în după-amiaza duminicală.
- Nick Sundays - Un bloc de duminică dimineață care a difuzat seriile Nickelodeon precum SpongeBob Pantaloni Pătrați, The Fairly OddParents, Back at the Barnyard și iCarly.
- Big Fun Weeknights - Un bloc primetime care transmite nopți de săptămână începând cu ora 18:00. până la 10:00 p.m. EST, cu seriale de comedie în acțiune în direct de la YTV și Nickelodeon.
- CRUNCH - Acesta a fost un bloc de programare de sâmbătă dimineață dedicat animației pe YTV, lansat în 2006 și care se încheie în 2013. A fost găzduit de Ajay Fry și mai târziu de Andy Chapman înainte de sfârșitul lui în 2013.
- Famalama DingDong - Un bloc de patru zile, atât cu Teletoon, cât și cu Disney Channel, care începe pe 12 februarie 2016. Programarea de la YTV a inclus filme și noi episoade din diferite emisiuni YTV.
- YTV's 630 - În această săptămână blocul a difuzat seria de acțiuni live la 18:30. EST.